# Jakob Strucker

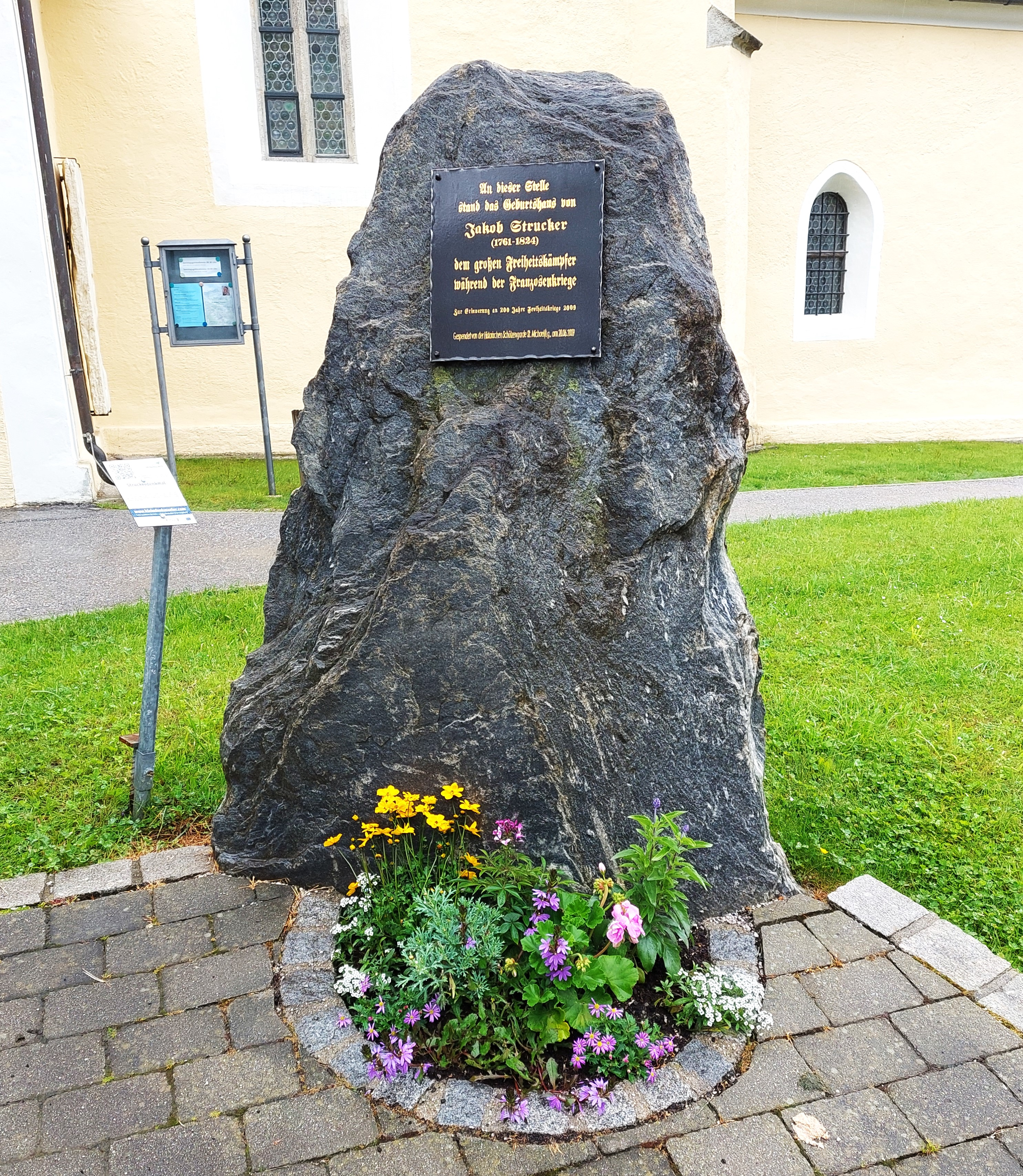
Strucker-Denkmal bei der Pfarrkirche Sankt Michael im Lungau

Mathias Jakob Strucker (* 18. Februar 1761 in St. Michael im Lungau; † 13. Dezember 1824 in Wien) war ein Schreiber in den Diensten des Landesfürsten Hieronymus Graf Coloredo und Salzburger Landesverteidiger zur Zeit der Koalitionskriege.

## Leben
Struckers Eltern waren der in St. Michael im Lungau ansässige bürgerliche Kaufmann Mathias Strucker und dessen Frau Katharina, geborene Lederwasch. Mit 15 Jahren wurde Jakob Strucker Schreiber im Dienste des Landesfürsten. Er leistete zudem einen sechsjährigen Militärdienst im fürsterzbischöflich-salzburgischen Heer ab. Sieben Jahre diente er danach als Hausschreiber beim Obersten Maut- und Straßenmeister, Oberst Johann Elias von Geyer. 1791 er wurde zum Bräu- und Mautschreiber in Lofer im Pfleggericht Saalfelden ernannt.
Nach der Niederlage des österreichisch-bayerischen Heeres bei Hohenlinden am 3. Dezember 1800 wurde auch das Fürsterzbistum Salzburg durch die Truppen Napoleons bedroht. Zum Schutz der Loferer Pässe (Pass Strub, Kniepass) beorderte Baron Hiller, Militärkommandant in Tirol, am 11. Dezember 1800 einige Militär-Abtheilungen von Innsbruck an den Pass Strub. Am 12. Dezember wurden die salzburgischen Pässe durch ein Aufgebot von Landesschützen besetzt und Jacob Strucker wurde als früherer Soldat zu ihrem Anführer erwählt. Er bestimmte den Botenbühl als eine geeignete Verteidigungsstellung und ließ die Straße nach Reichenhall abgraben und mit Verhauen absichern. Am 15. Dezember rückten zwei Saalfeldner Kompanien in die Stellung ein. Sämtliche Angriffe der Franzosen auf den Botenbühl an der Tirolerstraße vom 21. bis zum 24. Dezember wurden zurückgeschlagen und die Franzosen büßten tausend Mann ein. 1804 erhielt Strucker in Anerkennung seiner Verdienste vom Tiroler Landeshauptmann Paris Graf von Wolkenstein-Rodenegg die große silberne Landschafts-Ehrenmedaille verliehen. Salzburg war seit 1803 kein selbständiges Fürsterzbistum mehr, sondern war ein habsburgisches Kurfürstentum geworden. 1808 ernannte ihn Erzherzog Johann zum Hauptmann der 2. Saalfeldner Landwehrkompanie des 4. salzburgischen Landwehr-Bataillons. Im Mai 1809 nahm er als Hauptmann der 2. Saalfeldner Landwehrkompanie an der Verteidigung des Passes Lueg teil. Nach Ende der Kampfhandlungen ging er nach Tirol und wurde im Juli 1809 zum Kommandant der Pongauer Schützen ernannt. Während der Abwehrkämpfe am Pass Lueg im September 1809 befand er sich in St. Johann im Pongau, um den Nachschub für die kämpfende Truppe zu organisieren. Das Kaisertum Österreich verlor letztendlich den Fünften Koalitionskrieg gegen Frankreich und es kam zum Frieden von Schönbrunn. Als Konsequenz davon kapitulierten auch die Verteidiger des Pass Lueg im Oktober 1809. Strucker flüchtete nach Kärnten und geriet in Villach unter General Joseph François Durutte in französische Gefangenschaft; aus dieser wurde er am 30. Jänner 1810 entlassen.
Da ihm eine Rückkehr in seine alte Funktion als Mautschreiber nicht möglich war – seine Stelle in Lofer war bereits durch einen bayrischen Beamten besetzt –, geriet er in wirtschaftliche Not und musste Salzburg verlassen. Er wandte sich unter Darstellung seiner Verhältnisse an den Unterindentant die Landesverteidigung im Unterinntal Tirols, Ritter von Anton Leopold Roschmann-Hörburg, und erhielt von ihm zur Ordnung seiner häuslichen Angelegenheiten die Summe von 3000 fl. Er ließ sich danach in Korneuburg nieder, wo er eine Anstellung in der k. k. Zoll-Legstätte erhielt. 1816 war er kurzzeitig wieder in Salzburg tätig, zuletzt war er Magazineur des Hauptzollamt Wien.

## Ehrungen

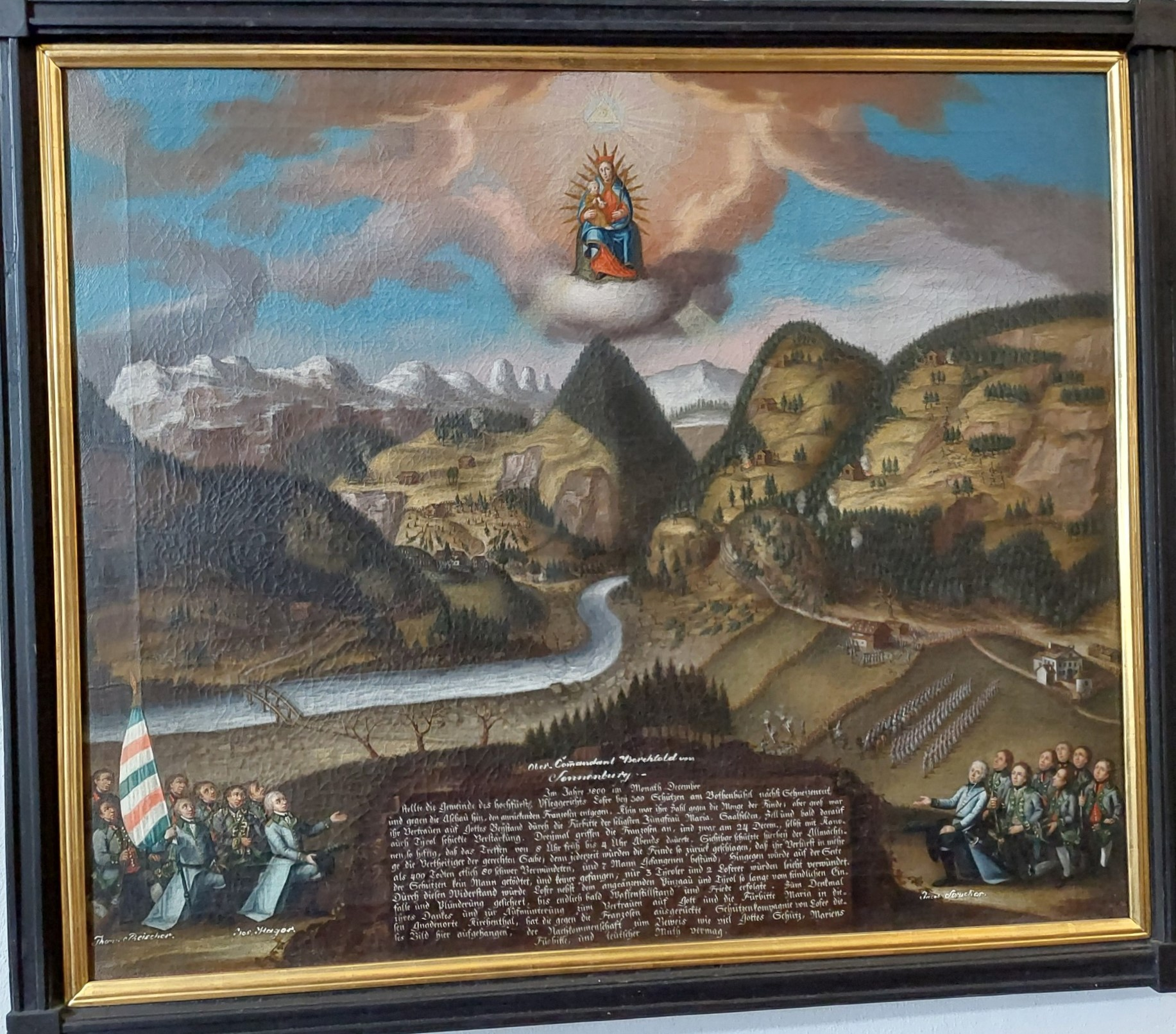
Votivsbild in der Wallfahrtskirche zu Kirchenthal

In Tamsweg, dem Hauptort der Lungaus, ist die dortige Kaserne nach ihm benannt.
Vor der Pfarrkirche Sankt Michael im Lungau wurde 2009 wurde ein Gedenkstein zum Andenken an den Freiheitskämpfer Jakob Strucker aufgestellt. Angeblich wurde er hier in der abgegangenen Strucker-(K)Geusche geboren. Im Lainerpark von Sankt Michael ist zudem eine Strucker-Tafel aufgehängt.
In der Wallfahrtskirche zu Kirchenthal bei Lofer befindet sich ein Votivgemälde, welches den Kampf der Landesverteidiger mit den Franzosen vom 24. Dezember 1800 am Botenbühl darstellt. Im Vordergrunde kniet der Tiroler Schützenhauptmann Joseph Hager und Leutnant Thomas Reischer, die dem Mutter Gottes Gnadenbild für den erfochtenen Sieg danken. Ihnen gegenüber kniet an der Spitze von Salzburger Schützen deren Hauptmann Jacob Strucker.
Die Schützenkompanie von Altenmarkt im Pongau hat sich zu seinen Ehren als „Struckerschützen Altenmarkt“ benannt.